# Dalton Risner
Dalton William Risner (geboren am 13. Juli 1995 in Branson, Missouri) ist ein US-amerikanischer American-Football-Spieler auf der Position des Guards. Er spielte College Football für die Kansas State University und steht zurzeit bei den Minnesota Vikings in der National Football League (NFL) unter Vertrag. Von 2019 bis 2022 spielte Risner für die Denver Broncos.

## Frühe Jahre und College
Risner wurde in Branson, Missouri, geboren und ging auf die Highschool in Wiggins, Colorado. Dort spielte er neben Football auch Basketball und war als Kugelstoßer aktiv.
Ab 2014 ging Risner auf die Kansas State University, um College Football für die Kansas State Wildcats zu spielen. Nach einem Redshirtjahr stand er 2015 in allen 13 Spielen in der Startaufstellung als Center auf dem Feld. In den folgenden drei Jahren war Risner Stammspieler auf der Position des Right Tackles. Er wurde in allen drei Jahren in das All-Star-Team der Big 12 Conference gewählt, zudem 2018 zum Big 12 Offensive Lineman of the Year sowie zum All-American. Risner bestritt in vier Jahren 50 von 51 Spielen als Starter. Darüber hinaus war er in drei Jahren einer der Teamkapitäne.

## NFL
Risner wurde im NFL Draft 2019 in der zweiten Runde an 41. Stelle von den Denver Broncos ausgewählt. Bei den Broncos war er als Left Guard von seiner ersten Saison an Stammspieler und bestritt in seiner ersten NFL-Saison alle 16 Partien als Starter. In vier Jahren für Denver stand er in 62 von 66 möglichen Spielen von Beginn an als Left Guard auf dem Feld. Nach der Saison 2022 lief sein Rookievertrag über vier Jahre aus.
Am 19. September 2023 nahmen die Minnesota Vikings Risner unter Vertrag. Er erhielt einen Einjahresvertrag im Wert von bis zu vier Millionen US-Dollar, davon 2,25 Millionen garantiert. Am siebten Spieltag stand Risner infolge einer Verletzung von Ezra Cleveland als Left Guard erstmals in der Stammformation der Vikings, diese Position behielt er daraufhin bis zum Ende der Saison inne, nachdem die Vikings Cleveland an die Jacksonville Jaguars abgegeben hatten. Im März 2024 lief sein Vertrag aus, allerdings einigte Risner sich Ende Mai mit den Vikings auf einen neuen Einjahresvertrag. In der Saison 2024 war er zunächst Ersatzspieler. Ab dem 11. Spieltag war Risner Starter auf der Position des Right Guards, er ersetzte Ed Ingram.